# Нацано (Анкона)
Нацано (итал. Nazzano) насеље је у Италији у округу Анкона, региону Марке.
Према процени из 2011. у насељу је живело 37 становника. Насеље се налази на надморској висини од 376 м.